# Jesus ben Ananias
Jesus ben Ananias ou Jesus, filho de Ananias, era um lavrador que apareceu em Jerusalém durante a festa anual do Templo, quatro anos antes do início da guerra dos judeus contra Roma, que começou no ano 66 da era cristã e culminou com a segunda e definitiva destruição do Templo de Salomão, que ele profetizou. Apocalíptico, anunciava o julgamento iminente de Deus, com punição tanto para romanos, como para judeus.
De acordo com o historiador romano, de origem judaica, Flávio Josefo, Jesus ben Ananias percorria incansavelmente as ruas de Jerusalém, chorando e gritando repetidamente as mesmas palavras: "Uma voz do Oriente, uma voz do Ocidente, uma voz dos quatro ventos, uma voz contra Jerusalém e a casa do santuário, uma voz contra os noivos e as noivas, e uma voz contra todo este povo! "
Sua atitude causou escândalo e indignação e ele foi levado às autoridades do templo. Mas mesmo depois de preso e flagelado, continuou a vagar pelas ruas de Jerusalém. Surgia em reuniões públicas, perturbando-as com uma ladainha incessante "Ai, ai de Jerusalém!". Preso mais uma vez, foi levado a presença do procurador romano que mandou açoitá-lo, mas depois convencido de que Jesus não passava de um louco, mandou libertá-lo.

A profecia de Jesus ben Ananias acabou se confirmando, quando as tropas de Tito, filho do imperador romano Vespasiano e seu futuro sucessor, cercaram e destruíram Jerusalém e massacraram sua população. Uma das vítimas foi o próprio Jesus ben Ananias, atingido por uma pedra lançada por catapulta sobre os muros da cidade.

## O nome Jesus
O nome Jesus parece ser usual na Palestina do primeiro século. Além de Jesus de Nazaré e do filho de Ananias, a história registra que dois sumos-sacerdotes do Templo tinham este nome: no ano 63, o sumo-sacerdote Jesus, filho de Damneu foi substituído por Jesus, filho de Gamaliel.